# Nagy pacsirtafű
A nagy pacsirtafű (Polygala major) a hüvelyesek rendjébe, a pacsirtafűfélék családjának névadó nemzetségébe tartozó növényfaj. Nevét a virágzatból kiálló, ár alakú murvaleveleiről kapta.

## Származása, elterjedése
A meglehetősen kozmopolita nemzetségben a Kárpát-medencében is honos fajok egyike.

## Megjelenése, felépítése
20–30 cm magas, felálló szárú, lágy szárú növény. gyökértörzsből indulnak ki. Levele szálas vagy szálas-lándzsás.
A hajtások csúcsán 1,2–1,5 centiméter hosszúra nőnek 5–20 virágból álló fürtökben nyíló, élénk rózsaszínű virágai — ha meleg és sok esőt hoz a május és a június, hosszabbak. A különös alakú virágok porzói a csónakforma szirmokból kandikálnak ki. A fiatal magház nyele 3-4-szer hosszabb a magháznál, az érett tok nyele viszont kissé rövidebb, mint tok.
Hártyás toktermése van. Magjában fehér, húsos maglepelt találunk.

## Életmódja, élőhelye
A magyar flórában balkáni, illetve szubmediterrán elemnek számít.
A meszes, meleg, száraz, laza, mérsékelten humuszos talajokat kedveli. Magyarországon potenciálisan veszélyeztetett növényfaj. Hegyvidéki növény: leginkább a Magyar középhegység dolomit sziklagyepeiben, bokorerdőiben nő, többek közt a Cserhátban, a Börzsönyben fordul elő.
A Budai Tájvédelmi Körzetben sziklafüves és pusztafüves lejtőkön, zárt dolomitgyepekben, irtásréteken, erdős sztyeppréteken, karsztbokorerdőkben gyakori. Az Alföldön ritka.
Hajtásai a tavasz közepén fejlődnek ki, virágai június–augusztusban nyílnak.